# Мусаходжаева, Айман Кожабековна
Айма́н Кожабе́ковна Мусахаджа́ева (каз. Айман Қожабекқызы Мұсақожаева; род. 15 марта 1958, Алма-Ата, Казахская ССР) — советская и казахстанская скрипачка, музыкальный педагог, профессор. Артист ЮНЕСКО во имя мира (1998).
Бывший многолетний ректор Казахского национального университета искусств (1998—2024).
Герой Труда Казахстана (2014). Народная артистка Казахской ССР (1986). Лауреат Государственной премии РК в области литературы и искусства (2000). Лауреат Государственная премия мира и прогресса Президента Республики Казахстан (2007).

## Биография
Родители отдали всех своих четырёх дочерей в музыкальную школу: Раиса Мусахаджаева (скрипка), Раушан Мусаходжаева (кобыз), Айман Мусахаджаева (скрипка) и Бахытжан Мусаходжаева (виолончель). Происходят из рода ходжа.
С семи лет Айман начала выступать в концертах, а в тринадцать впервые с оркестром исполнила «Интродукцию и Рондо каприччиозо» Сен-Санса. Её одаренность почувствовала и раскрыла выдающийся педагог знаменитой музыкальной школы Н. М. Патрушева.
В 1975 году Айман Мусахаджаева окончила Республиканскую специальную музыкальную школу им. Куляш Байсеитовой в Алма-Ате, в 1983 году — Московскую государственную консерваторию им. П. И. Чайковского, класс народного артиста России профессора Валерия Климова.

## Трудовая деятельность
1983—1990 — солистка-инструменталистка в Казахской государственной филармонии им. Жамбыла. В её репертуаре — произведения Баха, Гайдна, Моцарта, Бетховена, Паганини, Брамса, Чайковского, Сибелиуса, композиторов Казахстана.
В 1990 году стала доцентом кафедры скрипки Алматинской Государственной консерватории им. Курмангазы, затем до 1993 года — работала заведующей кафедрой. С 1993 года — профессор, 1997/1998 — заведующая кафедрой струнных инструментов.
В 1993 году основала Государственный камерный оркестр «Академия солистов» и стала его художественным руководителем.
С 1993 года является членом жюри Международного конкурса скрипачей им. Чайковского, Международного конкурса скрипачей им. Микеланжело Аббадо, Международного конкурса скрипачей им. А. Ямпольского.
В 1998 году основала Казахскую национальную академию музыки в Астане и назначена её ректором (12 октября 2009 года она переименована в Казахский национальный университет искусств).
С января 2024 года она является бывшим (экс) ректором Казахского национального университета искусств.

## Награды и премии
- Лауреат и дипломант многих конкурсов:
- 1976 — Международного конкурса в Белграде (Югославия),
- 1981 — Международного конкурса им. Паганини в Генуе (Италия),
- 1983 — Международного конкурса в Токио (Япония),
- 1988 — Премия Ленинского комсомола Казахстана — за высокое исполнительское мастерство.
- 1985 — Международного конкурса им. Сибелиуса в Хельсинки (Финляндия),
- 1986 — VIII Международного конкурса им. Чайковского в Москве.
- 1986 — Народная артистка Казахской ССР.
- 1988 — Премия Ленинского комсомола — за высокое исполнительское мастерство.
- 1994 — Заслуженная артистка Республики Узбекистан (26 мая 1994 года) — за самоотверженный труд и высокое профессиональное мастерство, проявленные при подготовке и проведении Дней Республики Казахстан в Узбекистане[5].
- 1998 — Медаль «Астана»
- 1998 — присвоено почётное звание ЮНЕСКО «Артист за Мир».
- 2000 — Государственная премия Республики Казахстан в области литературы, искусства, архитектуры (15 декабря 2000 года) — за  концертную деятельность 1995-1999 гг.[6]
- 2002 — Клуб меценатов Казахстана наградил её независимой премией «Платиновый Тарлан» в категории «Музыка».
- 2002 — Имя Айман Мусаходжаевой внесено во Всемирный почетный список IВС «2000 выдающихся музыкантов 20-го века»[7].
- 2003 — Награждена нагрудным знаком «Почетный работник образования Республики Казахстан»
- 2007 — Почётный гражданин г. Астана
- 2008 — Государственная премия мира и прогресса Первого Президента за выдающийся вклад в развитие мирового музыкального искусства, активную артистическую деятельность, основанную на общечеловеческих ценностях духовности, мира и согласия[8].
- 2010 — Орден Дружбы (4 ноября 2010 года, Россия) — за большой вклад в развитие культурных связей с Российской Федерацией, сохранение и популяризацию русского языка и русской культуры за рубежом[9][10].
- 2011 — Медаль «За заслуги в культуре Gloria Artis» (Польша)[11].
- 2014 — Герой Труда Казахстана с вручением ордена Отан (5 декабря 2014 года) — за выдающиеся достижения в социально-гуманитарном развитии Республики Казахстан, активную общественную деятельность, особый вклад в развитие культуры[12].
- 2017 — Межгосударственная премия СНГ «Звёзды Содружества»[13].
- 2017 — Кавалер ордена «За заслуги перед Итальянской Республикой» (27 декабря 2017 года, Италия)[14][15].
- 2018 — Медаль «20 лет Астане»[16].